# Кукарка (Новосибірська область)
Кукарка (рос. Кукарка) — присілок у Карасуцькому районі Новосибірської області Російської Федерації.
Входить до складу муніципального утворення Ірбізінська сільрада. Населення становить 423 особи (2010).

## Історія
Згідно із законом від 2 червня 2004 року органом місцевого самоврядування є Ірбізінська сільрада.

## Населення
| 1926 | 2002 | 2007 | 2010 |
| ---- | ---- | ---- | ---- |
| 1103 | ↘532 | ↘499 | ↘423 |